# Врат
Вратът (на латински: collum), известен още като шия, е част от тялото на много сухоземни гръбначни животни, която дава на главата подвижност, отделяйки я от торса. Той изпълнява много жизненоважни функции и често е много уязвимо място. В него се намират хранопровода, ларинкса, трахеята, множество кръвоносни съдове, тук са още шийните прешлени и някои мускули на главата.
При някои животни, като например жираф, врата може да бъде непропорционално дълъг.

## Анатомия на врата

### Съдова анатомия
По отношение на артериалната система, тук има два големи съда: общата сънна артерия и подключичната (brachiocephalic) артерия. От подключичната артерия се отделят:
- вътрешна гръдна артерия;
- вертебрална артерия;
- раменно-гръбна артерия.

### Висцерална анатомия
- Фаринкс
- Ларинкс
- Трахея
- Хранопровод

### Елементи на нервната система
- Брахиален сплит
- Диафрагмен нерв
- „Vague“ нерв